# Happy Valley (Oregon)
Happy Valley ist eine Stadt in Oregon innerhalb des Clackamas Countys. Sie ist Teil der Portland Metropolitan Area und stellt einen wohlhabenden und schnell wachsenden Vorort dar. Die Immobilienpreise gehören hier zu den höchsten in Oregon. Das U.S. Census Bureau hat bei der Volkszählung 2020 eine Einwohnerzahl von 23.733 ermittelt.

## Geografie
Nach Angaben des United States Census Bureau hat die Stadt eine Gesamtfläche von 8,32 Quadratmeilen (21,55 km²), von denen 8,28 Quadratmeilen (21,45 km³) Landfläche und 0,04 Quadratmeilen (0,10 km³) Wasserfläche sind. Sie ist ein Mitglied der Metropolregion Portland und grenzt an Portland, Clackamas, Damascus, Pleasant Valley und Sunnyside.
Mount Scott, ein erloschener Vulkan, der Teil des Boring Lava Field ist, ist der höchste Punkt in Happy Valley mit 320 Metern Höhe.

## Geschichte
Happy Valley wurde ursprünglich von Christian und Matilda Deardorff besiedelt, nachdem sie 640 Acres aus dem Donation Land Claim Act von 1850 in Clackamas County zwischen einem erloschenen Vulkan, der später Mount Scott genannt wurde, und einer Anhöhe, die später Scouters' Mountain hieß, erhalten hatten. Die besiedelte Region wurde als Deardorff Valley, Deardorff Settlement und im Volksmund als Christilla Valley bekannt (der Name entstand durch die Kombination von "Chris" aus Christian und "Tilla" aus Matilda). Später erhielt die Siedlung den Namen Happy Valley.
Die Siedlung wurde 1965 offiziell als eigenständige Gemeinde gegründet und blieb bis in die späten 1990er Jahre eine kleine Gemeinde, als sie dank der Nähe zu Portland zu einer der am schnellsten wachsenden Städte in Oregon wurde.

## Demografie
Nach der Schätzung von 2019 leben in Happy Valley 22.553 Menschen. Die Bevölkerung teilte sich im selben Jahr auf in 72,8 % Weiße, 0,8 % Afroamerikaner, 0,4 % amerikanische Ureinwohner, 19,4 % Asiaten, 0,2 % Ozeanier und 6,2 % mit zwei oder mehr Ethnizitäten. Hispanics oder Latinos aller Ethnien machten 4,3 % der Bevölkerung von Happy Valley aus. Das mittlere Haushaltseinkommen lag bei 125.676 US-Dollar und die Armutsquote bei 3,1 %.
| Jahr | Einwohner¹ |
| ---- | ---------- |
| 1970 | 1.392      |
| 1980 | 1.499      |
| 1990 | 1.519      |
| 2000 | 4.519      |
| 2010 | 13.903     |
| 2020 | 23.733     |

¹ 1970 – 2020: Volkszählungsergebnisse